# Delphyre parcipuncta
Delphyre parcipuncta är en fjärilsart som beskrevs av George Francis Hampson 1914. Delphyre parcipuncta ingår i släktet Delphyre och familjen björnspinnare. Inga underarter finns listade i Catalogue of Life.